# 300 يوم في إسرائيل
300 يوم في إسرائيل هو كتابٌ صدر عام 2019 لكاتبه خيري الذهبي ويسردُ فيهِ قصة مواجهته الحقيقية مع الضباط الإسرائيليين في حرب 1973 أثناءَ فترة الأسر التي قضاها في إسرائيل والتي امتدت لـ 300 يوم كاملة.